# Baquiriachi, Balleza
Baquiriachi är en ort i Mexiko.   Den ligger i kommunen Balleza och delstaten Chihuahua, i den nordvästra delen av landet, 1 100 km nordväst om huvudstaden Mexico City. Baquiriachi ligger 2 318 meter över havet och antalet invånare är 430.
Terrängen runt Baquiriachi är kuperad norrut, men söderut är den platt. Runt Baquiriachi är det mycket glesbefolkat, med 3 invånare per kvadratkilometer. Baquiriachi är det största samhället i trakten. Omgivningarna runt Baquiriachi är i huvudsak ett öppet busklandskap.